# الدوري الشمالي لكرة القدم 1908–09
الدوري الشمالي لكرة القدم 1908–09 (بالإنجليزية: 1908–09 Northern Football League)‏ هو موسم من الدوري الشمالي لكرة القدم ‏. فاز فيه بيشوب أوكلاند ‏.